# Danh sách bài hát về tiếp xúc cự ly gần với người ngoài hành tinh
Đây là danh sách bài hát có ca từ và chủ đề nói về những cuộc tiếp xúc cự ly gần với người ngoài hành tinh.

## Thập niên 1950
- "The Flying Saucer Parts 1 & 2" của Bill Buchanan và Dickie Goodman[1]
- Lời bài hát "My Flying Saucer" của Woodie Guthrie ra mắt năm 1950; về sau được Billy Bragg và Wilco thu âm lại†
- "The Purple People Eater" của Sheb Wooley[2][3][4]
- "Two Little Men In A Flying Saucer" của Ella Fitzgerald[2][5]
- "Flyin' Saucers Rock & Roll" của Billy Lee Riley và Jerry Lee Lewis, 1957[1]

## Thập niên 1960
- "Let There Be More Light" của Pink Floyd[6]
- "Mr. Spaceman" của The Byrds, 1966[2][5]
- "Set the Controls for the Heart of the Sun" của Pink Floyd[6]
- "Voices Green and Purple" của The Bees
- "It Came Out of the Sky" của Creedence Clearwater Revival, 1969
- "Have You Seen The Saucers" của Jefferson Airplane

## Thập niên 1970
- "After the Gold Rush" của Neil Young, 1970[5]
- "Calling Occupants of Interplanetary Craft" của Klaatu (The Carpenters hát lại†[2][4][5])
- "Childhood's End" của Pink Floyd[6]
- "Come Sail Away" của Styx[2]†
- "Here Come the Martian Martians" của The Modern Lovers, 1976
- "Horsell Commons and the Heat Ray" của Jeff Wayne (Jeff Wayne's Musical Version of The War of the Worlds), 1978[5]
- "I've Seen the Saucers" của Elton John[2]
- "Longer Boats" của Cat Stevens, 1970
- "Martian Boogie" của Brownsville Station, 1977
- "Mothership Connection" của Parliament, 1975[5]
- "Starman" của David Bowie, 1972[5]
- "Starship Trooper" của Yes[2]
- "Arriving UFO" của Yes[7]
- "Waiting for the UFOs" của Graham Parker, 1979[2]
- "Silver Lights" của Sammy Hagar
- "UFO" của Johnny Rivers, 1976
- "Children of the Sun" của Billy Thorpe, 1979
- "Starrider" của Foreigner, 1977
- "Strange Ships" của Fox

## Thập niên 1980
- "Fire Of Unknown Origin" của Blue Öyster Cult
- "Books about UFOs" của Hüsker Dü[2]
- "Flying Saucers" của Nina Hagen[4]
- "Love Walks In" của Van Halen[8][9]
- "Loving the Alien" của David Bowie[2]
- "No Doubt About It" của Hot Chocolate
- "Nobody Told Me" của John Lennon[7]
- "Rapture" của Blondie[5]
- "Zero Zero UFO" của The Ramones[7]
- "I Ran (So Far Away)" của A Flock of Seagulls[10]
- "Caught in the Crossfire" của April Wine, 1981

## Thập niên 1990
- "The Alien Song (For Those Who Listen)" của Mila Jovovich, 1993
- "El Aparato ("The Apparatus")" của Café Tacvba, 1994
- "Alien (I Am)" của Hawkwind, 1995[3]
- "Aliens Exist" của Blink-182, 1999[2][4]
- "Alien Visitors" của Man or Astro-man?, 1993[5]
- "Another Sunday" của I Mother Earth, 1996
- "Fell in Love with an Alien" của the Kelly Family, 1996
- "Hangar 18" của Megadeth[2][4]
- "Hat Too Flat" của Walter Becker, 1994[5]
- "I Made Love to a Martian" của Mustard Plug, 1993[2]
- "Martian Dance Invasion" của Brainiac, 1993[5]
- "Motorway to Roswell" của Pixies, 1991[5]
- "Scent of a Mule" của Phish[7]
- "Shades of Grey" của Stuart Davis, 1997[3]
- "Spaceman" của Babylon Zoo
- "Subterranean Homesick Alien" của Radiohead[11]†
- "The Happening" của Pixies, 1990[12]
- "Who's There?" của Smash Mouth, 1998
- "Spaceman" của Bif Naked

## Thập niên 2000 đến nay
Danh sách này không đầy đủ, bạn cũng có thể giúp mở rộng danh sách.
- "The Aliens Are Here" của The Hippos, 2000
- "And You Thought the Doctor's Probe Hurt" của Belvedere, 2002[5]
- "Jaadoo, Jaadoo" của Rajesh Roshan (trong soundtrack Koi... Mil Gaya), 2003[5]
- "Concerning the UFO sighting near Highland, Illinois" của Sufjan Stevens trong Illinois, 2005
- "Aliens" của Doctor Octagon, 2006[2]
- "UFO"† của Sneaky Sound System, 2006
- "Rosetta Stoned", của Tool trong 10,000 Days, 2006
- "We're Not Alone" của Nas trong album của Untitled Nas, 2008[2]
- "Spaceman" của The Killers, 2008
- "Venus Ambassador" của Bryan Scary & The Shredding Tears, 2009
- "E.T." của Katy Perry, có sự góp mặt của Kanye West, 2010[2]
- "Zopilotes" ("Black Vultures") của Café Tacuba trong El Objeto Antes Llamado Disco, 2012[cần dẫn nguồn]
- "Ancient Aliens" của Lemon Demon trong Spirit Phone, 2016
- "Hey Aliens" của The Bouncing Souls trong Simplicity, 2016[cần dẫn nguồn]
- "Spaceship" của Kesha, 2017[13]
- "Herd Culling" của Porcupine Tree trong CLOSURE/CONTINUATION, 2022